# Come Tomorrow
Come Tomorrow — дев'ятий студійний альбом американського рок-гурту Dave Matthews Band, що вийшов 2018 року.

## Про альбом
Come Tomorrow став першим альбомом гурту Dave Matthews Band за шість років. Платівка записувалася поступово, в декількох студіях звукозапису та з різними продюсерами, серед яких Стів Ліллівайт, Роб Кавальо, Марк Бетсон та Джон Алья. Окрім Дейва Меттьюза, який грав на акустичній гітарі та співав, в записі взяли участь музиканти його гурту, зокрема бас-гітарист Стефан Лессар, барабанщик Картер Біфорд та гітарист Тім Рейнольдс. Дві старі пісні — «Cant Stop» та «Idea of You» — містять партії саксофона, написані Лероєм Муром, який помер 2008 року, а «Idea of You» була записана за участі Бойда Тінслі (скрипка), який залишив гурт незадовго до виходу альбому. Загалом було записано 14 пісень, більшість з яких гурт виконував протягом концертних виступів до цього, а головними радіохітами стали «Samurai Cop (Oh Joy Begin)», «Idea of You» та чільна «Come Tomorrow».
Основною темою текстів пісень Дейва Меттьюза стало кохання: дитяча закоханість, батьківське піклування, доросле сексуальне бажання тощо. Музична складова платівки поєднує багато жанрів, серед яких фолк-поп, фанк, метал, джаз, мат-рок та етнічна музика. Більша частина музики виконується на «традиційних» музичних інструментах, без долучення електроніки та комп'ютерного звучання.
В газеті The New York Times та онлайн-каталозі AllMusic альбом оцінили на чотири зірки з п'яти. Джон Парелес (NYT) зауважив, що Дейв Меттьюз «співає для наступного покоління», відзначивши теми батьківства, відданості, довічних романів та надії на майбутнє покоління. Стівен Томас Ерлвайн (AllMusic) звернув увагу, що навіть попри відсутність Тінслі та Лероя нове звучання гурту «пасує Меттьюзу середніх років». В журналі Rolling Stone нову роботу Меттьюза також сприйняли позитивно, відзначивши її зрілість та майстерність у написанні пісень. Джейсон Вудбері (Pitchfork) виявився одним з тих, хто розкритикував платівку, оцінивши її на п'ять балів з десяти: «Дев'ятий альбом давнього джем-бенду зосереджений на важко заробленому оптимізмі, але йому бракує багато з того, що робить музику Дейва Меттьюза привабливою».

## Список композицій
| #     | Назва                        | Тривалість |
| ----- | ---------------------------- | ---------- |
| 1.    | «Samurai Cop (Oh Joy Begin)» | 4:22       |
| 2.    | «Can't Stop»                 | 4:44       |
| 3.    | «Here On Out»                | 3:19       |
| 4.    | «That Girl Is You»           | 3:17       |
| 5.    | «She»                        | 3:52       |
| 6.    | «Idea Of You»                | 4:45       |
| 7.    | «Virginia In The Rain»       | 6:10       |
| 8.    | «Again And Again»            | 4:26       |
| 9.    | «Bkdkdkdd»                   | 0:27       |
| 10.   | «Black And Blue Bird»        | 3:34       |
| 11.   | «Come On Come On»            | 4:40       |
| 12.   | «Do You Remember»            | 4:17       |
| 13.   | «Come Tomorrow»              | 4:46       |
| 14.   | «When I'm Weary »            | 1:57       |
| 54:36 |                              |            |

## Місця в хіт-парадах
Тижневі чарти
| Хіт-парад (2018–19)                          | Найвища позиція |
| -------------------------------------------- | --------------- |
| Канада Canadian Albums (Billboard)           | 2               |
| Нідерланди Dutch Albums (MegaCharts)         | 24              |
| Нова Зеландія Heatseeker Albums (RMNZ)       | 5               |
| Польща Polish Albums (ZPAV)                  | 49              |
| Португалія Portuguese Albums (AFP)           | 42              |
| Швейцарія Swiss Albums (Schweizer Hitparade) | 42              |
| США Billboard 200                            | 1               |
| США Top Rock Albums (Billboard)              | 1               |

Річні чарти
| Хіт-парад(2018)                | Позиція |
| ------------------------------ | ------- |
| US Billboard 200               | 95      |
| US Top Rock Albums (Billboard) | 11      |